# Steve Kanaly
Steve Kanaly, all'anagrafe Steven Francis Kanaly (Burbank, 14 marzo 1946), è un attore statunitense. Fu un componente del cast principale del serial Dallas, in cui interpreta Ray Krebbs-Ewing.

## Biografia
L'attore fa il suo debutto cinematografico nel film L'uomo dai 7 capestri (1972) con Paul Newman, interpretando una piccola parte. Sul set del film conosce Victoria Principal, sua futura collega nella soap Dallas. Entrambi gli attori grazie alla serie otterranno un grande successo. Dopo aver recitato in svariati film, come Il mio nome è Nessuno (1973), con Terence Hill ed Henry Fonda, nel 1976 fa il suo debutto in Tv, nel telefilm Starsky & Hutch.
Questo sarà l'inizio di numerose partecipazioni, da protagonista e meno, in telefilm, soap-opera e film per la Tv. Solo per citarne alcuni, La donna bionica (1976), Charlie's Angels (1979), Love Boat (1980-1983), Fantasilandia (1982-1983), La valle dei pini (1994-1995), Walker Texas Ranger (1999) e molte altre serie. Nel 1974 è stato diretto da Steven Spielberg nel film Sugarland Express. Nel 1978 accetta il ruolo di Ray Kreebs Ewing in Dallas. Questo si rivelerà uno dei ruoli più importanti, se non il più importante, della sua carriera. 
Reciterà nello soap fino alla sua conclusione nel 1991, prendendo parte anche ad un film Tv celebrativo, Dallas - La guerra degli Ewing (1998). Grazie a quel ruolo vinse tre Oscar delle soap (Soap Opera Digest Awards) nel 1984, 1985 e 1988 e, nel 2006 ha ricevuto il TV Land Award alla carriera. Nel 2012 quando la TNT riporta in TV il sequel che porta il titolo oroginale della serie, Dallas, anche Steve Kanaly (insieme a tutti i protagonisti originali) viene ricontattato. Per lui però si tratta solo di un ruolo marginale che ricopre in due episodi della prima stagione. Conclusa la soap l'attore recita in tanti film da protagonista come L'uno contro l'altro, praticamente gemelli (1991), con David Carradine, per poi tornare a recitare in un'altra soap La valle dei pini nella parte di Seabone, tra il 1994 e 1995.
Ha praticato anche l'attività di regista, con successo. Dal 1987 al 1989 ha diretto alcuni episodi di Dallas, per poi dedicarsi al cinema, infatti nel 1997 ha diretto, e interpretato, il film The Marksmen vincendo l'Hermosa Beach Film Festival come miglior regista.

## Vita privata
Steve si è laureato alla Van Nuys High School di Van Nuys (California) nel 1964.
È sposato dal 1975, ha due figli e vive nel suo ranch in California. Nel tempo libero ama dipingere con gli acquerelli, in passato ha anche aperto una mostra per far osservare le sue opere.

## Filmografia parziale

### Cinema
- L'uomo dai 7 capestri (The Life and Times of Judge Roy Bean), regia di John Huston (1972)
- Il mio nome è Nessuno, regia di Tonino Valerii (1973)
- Sugarland Express, regia di Steven Spielberg (1974)
- L'uomo terminale (1974)
- Il vento e il leone (The Wind and the Lion), regia di John Milius (1975)
- La battaglia di Midway (1976)
- Un mercoledì da leoni (Big Wednesday), regia di John Milius (1978)
- Flasburne (1986)
- Balboa (1986)
- Il cacciatore di teste (Headhunter), regia di Francis Schaeffer (1989)
- Driving me Crazy (1991)
- L'uno contro l'altro praticamente gemelli (1992)
- The Marksmen (1997)
- Leaving the Land (2002)
- Lost in Plainview (2007)

### Televisione
- Starsky & Hutch (1976)
- La donna bionica (1976)
- La città degli angeli (1976)
- Hawaii Squadra Cinque Zero (1978)
- Dallas (1978-1991)
- Charlie's Angels - serie TV, episodio 4x04 (1979)
- Love Boat (1980-1983)
- Fantasilandia (1982-1983)
- Hotel (1984-1985)
- Ai confini della realtà (The Twilight Zone) – serie TV, episodio 3x17 (1989)
- La valle dei pini (1994-1995)
- Dallas: La guerra degli Ewing (1998) Film-Tv
- Walker Texas Ranger (1999)
- The Division (2004)
- Dallas (2012)

## Doppiatori italiani
Nelle versioni in italiano delle opere in cui ha recitato, Steve Kanaly è stato doppiato da:
- Gino Lavagetto in Dallas (st. 3-11), Dallas (2012)
- Elio Zamuto in Sugarland Express
- Romano Malaspina ne Il vento e il leone
- Aldo Barberito in La battaglia di Midway
- Alberto Melis in Dallas (st. 1-2)
- Sandro Iovino in Charlie's Angels
- Francesco Prando in Dallas (ridoppiaggio parziale)
- Pierluigi Astore in Dallas (ridoppiaggio parziale)

## Riconoscimenti

### Soap Opera Digest Awards
Vinti:
- Miglior attore non protagonista in una soap-opera, per Dallas (1984)
- Miglior attore non protagonista in una soap-opera, per Dallas (1985)
- Miglior attore non protagonista in una soap-opera, per Dallas (1988)

Candidature:
- Miglior attore non protagonista in una soap-opera, per Dallas (1986)
- Miglior attore protagonista in una soap-opera, per Dallas (1989)